# Pavonia teresina
Pavonia teresina är en malvaväxtart som beskrevs av Antonio Krapovickas. Pavonia teresina ingår i släktet påfågelsmalvor, och familjen malvaväxter. Inga underarter finns listade i Catalogue of Life.